# 歐昌
歐昌（15世紀—16世紀），字世昌，廣東廣州府順德縣陳村人，明朝政治人物。

## 生平
歐昌是成化十年（1474年）甲午科廣東鄉試舉人，弘治六年（1493年）授懷集知縣，為政慈祥廉謹，又擅長詞賦，撰寫當地縣志，有《撫猺勸農》諸歌，同時修繕城池、改造文廟、建明倫堂，令吏畏民懷，舉為治行第一，死後入祀名宦祠。

## 引用
1. 1 2  咸豐《順德縣志·卷二十三·列傳三》：歐昌，陳村人……昌字世昌，博極群典，舉成化甲午賢書，令懷集慈祥廉謹，善詞賦，撫猺勸農諸歌剴切感人，修城池，更文廟，廢墜畢，舉治行第一，卒祀名宦。……黃通志、阮通志、張府志、姚志
2. ↑  光緒《懷集縣志·卷四·秩官志》：歐昌，廣東順德人，舉人，宏治六年任知縣，慈祥廉謹，始纂邑乘，善詞賦，有《撫猺勸農》諸歌，修城池、更文廟，建明倫堂于時，廢墜畢舉，吏畏其明、民懷其德，治行第一，祀名宦。